# Admiral flote
Admiral flote je najviši čin u nekim ratnim mornaricama (iznad čina admirala). Prema NATO-voj usporednoj klasifikaciji nosi oznaku OF-10. Države koje imaju ovaj čin, dodjeljuju ga rijetko i samo najzaslužnijim zapovjednicima (admiralima), a čest je slučaj da se on dodjeljuje samo u vrijeme rata.

## Upotreba u određenim državama
Slijedi prikaz država koje su prihvatile odgovarajući čin admirala flote:
- Admiral of the Fleet (Velika Britanija)
- Адмирал флoта/Admiral flota (Rusija)
- Admiral flote (Hrvatska)
- Büyük amiral (Turska)
- Fleet Admiral (SAD)
- Mushir (mnoge zemlje Bliskog Istoka - Irak, Egipat, Saudijska Arabija)
- Jom Phon Ruea (Tajland)
- Wonsu (Južna Koreja).
- Branko Mamula (SFRJ).

Ovaj čin je postojao i u povijesti - npr. SSSR, Austro-Ugarska, Carski Japan, Francuska, SFRJ .

## Hrvatska ratna mornarica
Čin admirala flote je peti i najviši čin u Hrvatskoj ratnoj mornarici. Do 1999. godine ovaj čin je nosio naziv stožerni admiral (po uzoru na stožerni general), kada je preimenovan u admiral flote. Do sada je taj čin jedini nosio Sveto Letica (1926. – 2001.), utemeljitelj i prvi zapovjednik HRM-a (u čin stožernog admirala promaknut je u ožujku 1996.)